# Almásháza
Almásháza is een plaats (község) en gemeente in het Hongaarse comitaat Zala. Almásháza telt 57 inwoners (2001).